# Osrednja Dalmacija
Osrednja Dalmacija (tudi Srednja Dalmacija) je priobalna pokrajina vzhodne obale Jadranskega morja, ki pripada Hrvaški.
Osrednje in največje mesto te regije je Split, ki je hkrati drugo največje hrvaško mesto.
Osrednji Dalmaciji pripada obalni del od Primoštena na severozahodu do reke Neretve na jugovzhodu, ozek priobalni pas s pogorji Kozjak, Mosor, Biokovo, prostrana Zagora, ki jo od priobalnega pasu ločuje gorska veriga, večja otoka Brač in Hvar, nekaj srednje velikih otokov kot so Vis, Šolta, Čiovo ter večje število manjših otokov, otočkov in čeri.
Pri Primoštenu proti jugozahodu prične Dalmacija spreminjati krajinsko podobo.Otoki so večji, z rastlinstvom vse bogatejši, ter med seboj vedno bolj oddaljeni. Zaradi širših kanalov med otoki je maestral vse močnejši, in tudi valovi so vse večji.
V ozkem priobalnem pasu se je izobliklovalo Splitsko urbano področje z najgostejšo demografsko in gospodarsko koncentracijo v vsej Dalmaciji. Jugovzhodno od Splita pa je obalni pas vse redkeje poseljen in brez pomembnejših vešjih mest, izjema je le Omiš, pri katerem se prične Makarsko primorje, turistično najbolj izpostavljeno področje Srednje Dalmacije.
Osnovna značilnost tega dela Dalmacije je, da prevlada kraška pokrajina z vročimi, suhimi poletji ter milimi in deževnimi zimami. Pokrajina je brez večjih tekočih voda, izjema je le Cetina.